# Dietrich Tiedemann
Dietrich Tiedemann, född den 3 april 1748 i Bremervörde, död den 24 maj 1803 i Marburg, var en tysk filosof, far till vetenskapsmannen Friedrich Tiedemann.
Tiedemann, som var professor i Marburg sedan 1776, var en av sin tids främsta empiriska psykologer. Hans Untersuchungen über den menschen (1777–1778) byggde på den inre erfarenheten under inflytande från Locke, men han bekämpade sensualismen och antog en immateriell själ, som han med Leibniz och Wolff lade till en ursprunglig förmåga av förnimmelser och tankar. 
Med en böjelse för skepticism kritiserade han Immanuel Kant i Theætet oder über das menschliche Wissen (1794). Sin största historiska betydelse fick Tiedemann som grundläggare av barnpsykologien genom Beobachtungen über die Entwicklung der Seelenfähigkeiten bei Kindern (i Hessische Beiträge, 1782). Han gjorde en omsorgsfull och fördomsfri framställning av filosofins historia i Geist der spekulativen Philosophie von Thales bis Berkeley (6 band, 1791–1797).